# Par vitalício
A página Predefinição:Peerage/styles.css não tem conteúdo.

Túnica heráldica de arminho de um Nobre.

No Reino Unido, um par vitalício é um membro nomeado ao Pariato cujo título não pode ser herdado (aqueles cujos títulos podem ser herdados são conhecidos como pares hereditários). Hoje em dia, pares vitalícios, sempre no grau de barão, são criados sob o Life Peerages Act 1958 e asseguram aos seus detentores um assento na House of Lords, presumindo-se que eles preencham os requisitos de idade e cidadania. Os filhos legítimos de um par vitalício recebem os privilégios dos filhos dos barões hereditários, podendo preceder seus nomes com o título the Honourable.